# Saison 1949-1950 de l'Associação Académica de Coimbra
 (octobre 2019).
Maillots
Dernière mise à jour : 27 octobre 2019.
Chronologie
Saison précédente Saison suivante
Cet article traite de la saison 1949-1950 de l'Académica de Coimbra.
15e saison en championnat du Portugal de I Divisão, l'Académica qui retrouve l'élite après une saison en deuxième division, termine 7e. 
La Coupe du Portugal de football, n'est pas disputée pour cause de Coupe Latine qui se déroule au Portugal.
Pour cette saison, la Briosa, renoue avec un entraineur hongrois, en la personne de Dezső Gencsy.

## Effectif
Pas d'arrivées notables cette saison si ce n'est le retour du défenseur Curado, après 5 saisons au Vitoria Guimarães.
Effectif des joueurs de l'Académica de Coimbra lors de la saison 1949-1950.

## Les rencontres de la saison

### Campeonato Nacional da I Divisão
Les joueurs de la Briosa, réalisent une excellente première partie de championnat, ne s'inclinant qu'à 3 reprises, et terminent à mi championnat à la 3e place. Par la suite rien ne va, l'Académica subit cinq défaites d'affilée, puis trois nuls qui la font chuter à la 7e place.
| Date             | Journée | Adversaire        | Lieu | Score | Buteurs de l'AAC                                                          | Class. | Public |
| ---------------- | ------- | ----------------- | ---- | ----- | ------------------------------------------------------------------------- | ------ | ------ |
| 9 octobre 1949   | J01     | SC Covilhã        | Ext. | 2 - 2 | Bentes 24e et Pinho 38e                                                   | 8e     | n.c    |
| 16 octobre 1949  | J02     | SC Braga          | Dom. | 3 - 1 | Macedo 5e & 25e et Serra Coelho 83e                                       | 3e     | n.c.   |
| 23 octobre 1949  | J03     | Atlético CP       | Ext. | 1 - 1 | Macedo 79e                                                                | 5e     | n.c    |
| 30 octobre 1949  | J04     | CF Belenenses     | Dom. | 3 - 0 | Serra Coelho 49e, 57e et 83e                                              | 3e     | n.c    |
| 6 novembre 1949  | J05     | SL Benfica        | Ext. | 1 - 1 | Bentes 6e                                                                 | 4e     | n.c    |
| 13 novembre 1949 | J06     | SC Olhanense      | Dom. | 7 - 1 | Pacheco Nobre 8e, Bentes 16e et 78e, Macedo 44e, 58e et 99e, Nana 71e     | 3e     | n.c    |
| 20 novembre 1949 | J07     | SL Elvas          | Dom. | 3 - 1 | Bentes 13e et 84e, António Castela 17e                                    | 3e     | n.c    |
| 27 novembre 1949 | J08     | Vitoria Guimarães | Ext. | 3 - 0 | -                                                                         | 3e     | n.c.   |
| 4 décembre 1949  | J09     | Lusitano VRSA     | Dom. | 2 - 0 | Macedo 17e, Pacheco Nobre 34e                                             | 3e     | n.c    |
| 11 décembre 1949 | J10     | GD Estoril Praia  | Ext. | 1 - 1 | Pacheco Nobre 54e                                                         | 3e     | n.c    |
| 18 décembre 1949 | J11     | Sporting CP       | Dom. | 1 - 6 | Garção 65e                                                                | 3e     | n.c    |
| 25 décembre 1949 | J12     | Vitória Setúbal   | Ext. | 3 - 2 | Bentes 49e, Garção 65e                                                    | 3e     | n.c    |
| 8 janvier 1950   | J13     | FC Porto          | Dom. | 3 - 2 | Macedo 8e et 30e, Pacheco Nobre 14e                                       | 3e     | n.c    |
| 15 janvier 1950  | J14     | SC Covilhã        | Dom. | 4 - 6 | Bentes 27e, Pacheco Nobre 30e et 32e, Macedo 66e                          | 3e     | n.c    |
| 29 janvier 1950  | J15     | SC Braga          | Ext. | 3 - 1 | Macedo 17e                                                                | 3e     | n.c.   |
| 5 février 1950   | J16     | Atlético CP       | Dom. | 1 - 2 | Macedo 68e                                                                | 4e     | n.c    |
| 12 février 1950  | J17     | CF Belenenses     | Ext. | 2 - 0 | -                                                                         | 8e     | n.c    |
| 19 février 1950  | J18     | SL Benfica        | Dom. | 3 - 4 | Bentes 25e, Duarte 32e et 55e                                             | 10e    | n.c    |
| 26 février 1950  | J19     | SC Olhanense      | Ext. | 3 - 3 | Macedo 6e et 28e, Pacheco Nobre 26e                                       | 9e     | n.c    |
| 5 mars 1950      | J20     | SL Elvas          | Ext. | 3 - 3 | Macedo 25e et 73e, Bentes 77e                                             | 8e     | n.c    |
| 12 mars 1950     | J21     | Vitoria Guimarães | Dom. | 0 - 0 | -                                                                         | 9e     | n.c.   |
| 19 mars 1950     | J22     | Lusitano VRSA     | Ext. | 2 - 4 | Bentes 58e et 69e, Macedo 71e, Pacheco Nobre 88e                          | 7e     | n.c    |
| 16 avril 1950    | J23     | GD Estoril Praia  | Dom. | 1 - 1 | Macedo 9e                                                                 | 6e     | n.c    |
| 23 avril 1950    | J24     | Sporting CP       | Ext. | 6 - 0 | -                                                                         | 8e     | n.c    |
| 30 avril 1950    | J25     | Vitoria Setubal   | Dom. | 6 - 0 | Macedo 15e et 64e, Serra Coelho 69e, Pacheco Nobre 79e et 87e, Bentes 82e | 7e     | n.c    |
| 7 mai 1950       | J26     | FC Porto          | Ext. | 3 - 1 | Macedo 75e                                                                | 7e     | n.c    |

Légende
Dom. = à domicile; Ext. = à l'extérieur; Class. = classement

### Taça de Portugal
La coupe n'est pas disputée cette saison, car la Coupe Latine se dispute au Portugal.

## Statistiques

### Statistiques collectives
| Compétition | Débute au tour | Place ou tour final | Matches joués | Gagnés | Nuls | Perdus | Buts pour | Buts contre | Différence |
| I Divisão   | 1re Journée    | 7e                  | 26            | 8      | 8    | 10     | 56        | 57          | -1         |
| Total       | -              | -                   | 26            | 8      | 8    | 10     | 56        | 57          | -1         |

### Statistiques individuelles
Joaquim Rodrigues Branco et Pedro Paulo Barreto de Azeredo sont les seuls Totalistas cette saison, ils participent à l'ensemble des rencontres de première division.
- Ce tableau récapitule l'ensemble des statistiques des joueurs dans les différentes compétitions disputées lors de la saison 1947-48 (hors matches amicaux).

| Nat. | Nom             | Campeonato Nacional da I Divisão | Campeonato Nacional da I Divisão | Campeonato Nacional da I Divisão | Campeonato Nacional da I Divisão | Total | Total       | Total  | Total        |
| Nat. | Nom             | M.j.                             | But inscrit                      | Averti                           | Carton rouge                     | M.j.  | But inscrit | Averti | Carton rouge |
|      | Branco          | 26                               | 0                                | -                                | -                                | 26    | 0           | -      | -            |
|      | Azeredo         | 26                               | 0                                | -                                | -                                | 26    | 0           | -      | -            |
|      | Macedo          | 25                               | 21                               | 0                                | 0                                | 25    | 21          | 0      | 0            |
|      | Bentes          | 25                               | 13                               | 0                                | 0                                | 25    | 13          | 0      | 0            |
|      | Manuel Capela   | 25                               | 0                                | -                                | -                                | 25    | 0           | -      | -            |
|      | Pacheco Nobre   | 24                               | 10                               | -                                | -                                | 24    | 10          | -      | -            |
|      | António Castela | 24                               | 1                                | -                                | -                                | 24    | 1           | -      | -            |
|      | Curado          | 23                               | 0                                | -                                | -                                | 23    | 0           | -      | -            |
|      | Serra Coelho    | 21                               | 5                                | 0                                | 0                                | 21    | 5           | 0      | 0            |
|      | Brás            | 19                               | 0                                | -                                | -                                | 19    | 0           | -      | -            |
|      | Nana            | 11                               | 1                                | -                                | -                                | 11    | 1           | -      | -            |
|      | Diogo           | 10                               | 0                                | -                                | -                                | 10    | 0           | -      | -            |
|      | Duarte          | 8                                | 2                                | -                                | -                                | 8     | 2           | -      | -            |
|      | Pinho           | 8                                | 1                                | 0                                | 0                                | 8     | 1           | 0      | 0            |
|      | Garção          | 5                                | 2                                | -                                | -                                | 5     | 2           | -      | -            |
|      | Neves           | 3                                | 0                                | 0                                | 0                                | 3     | 0           | 0      | 0            |
|      | Tito            | 1                                | 0                                | -                                | -                                | 1     | 0           | -      | -            |
|      | Melo            | 1                                | 0                                | -                                | -                                | 1     | 0           | -      | -            |
| /    | Eduardo Santos  | 1                                | 0                                | -                                | -                                | 1     | 0           | -      | -            |
|      | Prates          | 0                                | 0                                | -                                | -                                | 0     | 0           | -      | -            |
|      | José Miguel     | 0                                | 0                                | -                                | -                                | 0     | 0           | -      | -            |

Légende
Nat. = nationalité; M.j. = match(s) joué(s)

### Statistiques buteurs
C'est le jeune João de Deus Macedo de Medeiros, alias Macedo, arrivé cette saison en provenance du Lusitano VRSA qui devient le meilleur réalisateur de l'équipe des étudiants. Marquant à lui seul 21 buts, le plaçant 3e meilleur buteur du championnat portugais, au même niveau que le français André Simonyi et le portugais Henrique Ben David.
Ce tableau récapitule l'ensemble des statistiques des buteurs dans les différentes compétitions nationales, disputées lors de la saison.
| Place   | Nom             | Campeonato Nacional da I Divisão | TOTAL des BUTS |
| 1       | Macedo          | 21 buts                          | 21 buts        |
| 2       | Bentes          | 13 buts                          | 13 buts        |
| 3       | Pacheco Nobre   | 10 buts                          | 10 buts        |
| 4       | Serra Coelho    | 5 buts                           | 5 buts         |
| 5       | Garção          | 2 buts                           | 2 buts         |
| 5       | Duarte          | 2 buts                           | 2 buts         |
| 7       | Pinho           | 1 but                            | 1 but          |
| 7       | Nana            | 1 but                            | 1 but          |
| 7       | António Castela | 1 but                            | 1 but          |
| Détails | 9 buteurs       | 56 buts                          | 56 BUTS        |